# Saint-marcellin
Pour les articles homonymes, voir Saint-Marcelin.
Le saint-marcellin est un fromage français du Dauphiné. Son Indication géographique protégée (IGP) date de la fin 2013, elle s'étend sur 274 communes en Isère, dans la Drôme et en Savoie.
C'est un petit fromage à base de lait de vache, à pâte molle à croûte fleurie, d'un poids moyen de 80 grammes.

## Histoire

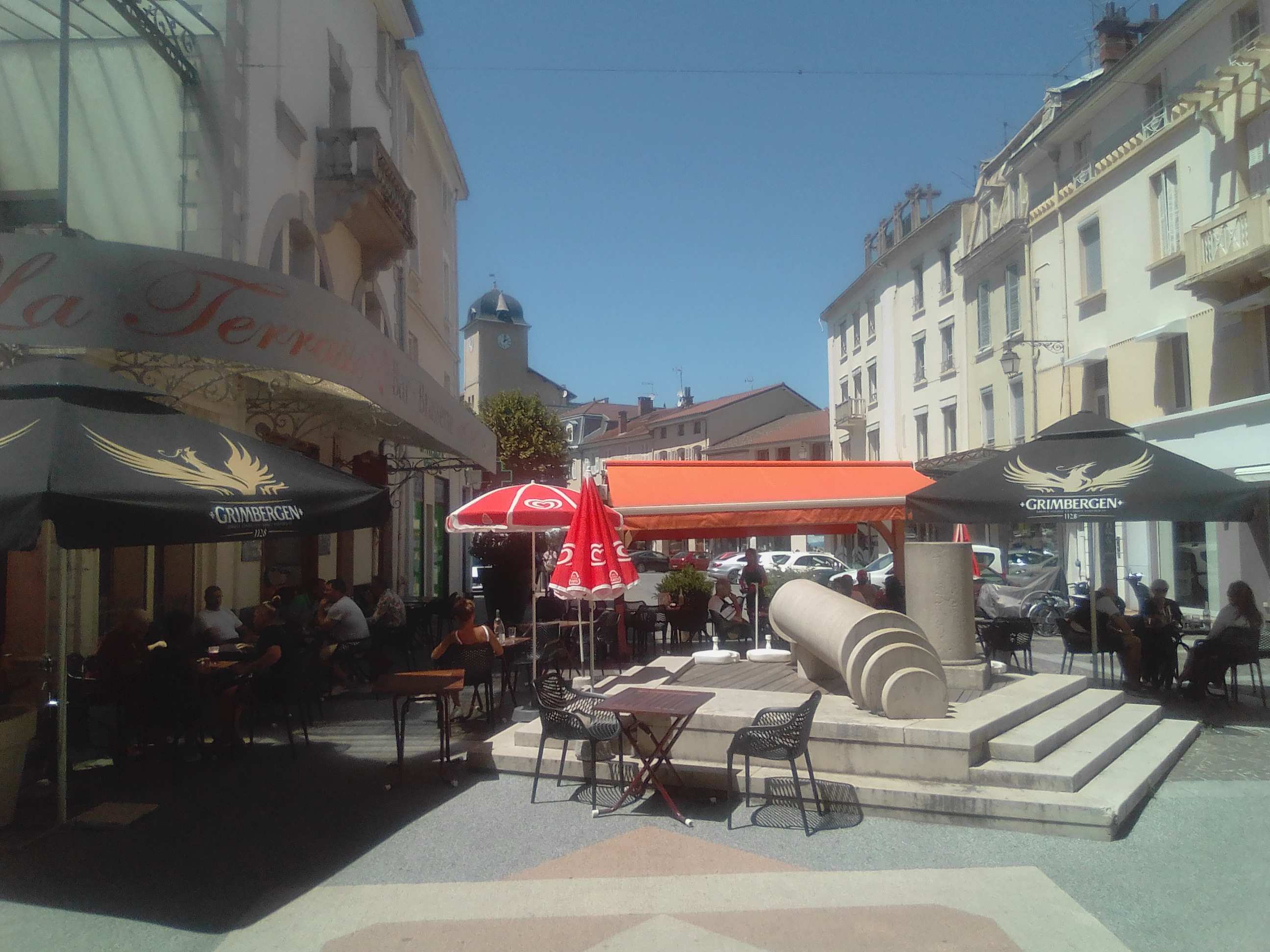
Centre-ville de Saint-Marcellin

Les premières mentions du « saint-marcellin » se trouvent dans les livres de comptes de l'intendance de Louis XI, prouvant sa présence sur les tables royales de Plessis-lès-Tours et du Louvre à partir de 1461[réf. nécessaire]. Peut-être en consommait-il déjà au château de Bouquéron et le fit-il apprécier à Louise de Savoie, lors de leurs fiançailles au château de la Côte-Saint-André. À la même époque, il est mentionné dans les listes des redevances dues par les habitants aux seigneurs.
La famille Casimir Perier, de souche dauphinoise, contribue aussi à sa renommée. Auguste Casimir-Perier, dégustant un morceau de fromage à la foire de Beaucroissant en 1863 se serait écrié : « C'est délicieux, vous m'en ferez parvenir chaque semaine au château ». Plus tard, son fils Jean, président de la République, se désole de ne pas déguster à point son fromage préféré venu du Dauphiné.
Avant le XIXe siècle, on peut dire que la production de fromages à pâte molle de petits formats dans les zones de plaine et de collines de l'actuel département de l'Isère est très répandue et se cantonne à une consommation essentiellement domestique. Ces petites tommes peuvent être à pâte molle et à croûte fleurie, lorsqu’elles bénéficient d’un affinage ou peuvent parfois être appelées « séchons » quand elles sont devenues sèches. Les premières sources documentaires précises apparaissent avec le développement de la commercialisation. Le nom de « saint-marcellin » n’est vraiment utilisé systématiquement qu’à partir du XIXe siècle.
Au cours de ce siècle, le développement des voies de communication, l’amélioration des moyens de transports, et l’augmentation de la demande en produits alimentaires dans des villes voisines comme Romans, Grenoble, Lyon, Bourgoin-Jallieu favorisent dans un premier temps le développement de circuits de commercialisation gérés par les coquetiers (commerçants qui achetaient les produits des paysans : œufs, chevreaux, fromages, lapins, etc. et les vendaient aux marchés) et dans un second temps l’installation de plusieurs fromageries.
Au début du XXe siècle, il y a un passage de la production fermière à la production laitière du saint-marcellin, ainsi que l'évolution dans le même temps de la fabrication au lait de mélange chèvre/vache à une fabrication au lait de vache (dans les années 1980).

## Consommation

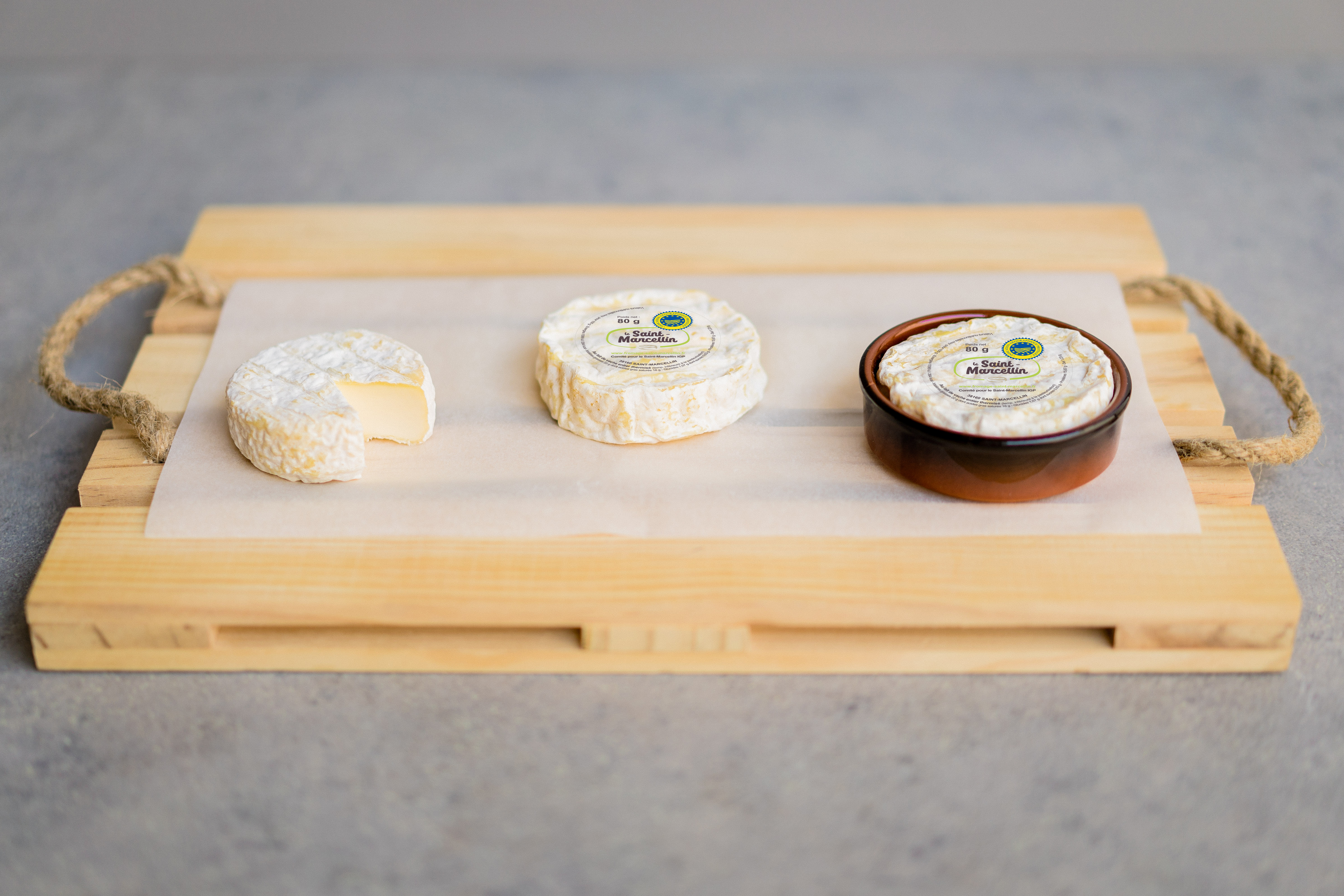
Le saint-marcellin sous différentes formes.

On peut consommer du saint-marcellin toute l'année. La durée d'affinage est de 10 jours minimum (entre l'emprésurage et la vente).
On le trouve sous différents formats :
- le saint-marcellin sec, aussi appelé localement « séchon » : dans le Dauphiné et autour de la ville de Saint-Marcellin, il est consommé généralement sec et avec une croûte bleue[6] ;
- le saint-marcellin moelleux ː consommé moelleux voire coulant à Lyon, présenté dans une coupelle.

## Fabrication
Après la traite, le lait peut être laissé à la température de 20 à 22 °C pendant deux heures environ afin de porter à maturation les ferments du lait, puis le lait est mis à cailler afin de le faire passer à l'état solide. Le lait est ensuite conservé une vingtaine d'heures dans une pièce chaude, avant d'être mis dans des faisselles, petits récipients troués de 8 centimètres de diamètre pour 9 centimètres de hauteur. La fabrication d'un saint-marcellin nécessite 0,7 litre de lait de vache.
Une fois le petit lait évacué, après le moulage, un premier retournement est fait après environ six heures de repos, puis un premier salage. Un deuxième retournement est réalisé après un nouveau repos d'environ six heures, puis un salage de l'autre face, avant de laisser les fromages au repos une douzaine d'heures dans leurs faisselles. Ensuite les fromages sont démoulés et placés sur des grilles en chambre chaude afin de laisser les moisissures se développer durant 24 heures, puis ils sont mis dans un séchoir à 16 °C avec une hygrométrie à 75 %.
Au bout de 24 heures, on obtient le saint-marcellin coulant et au bout de 48 heures on a des saint-marcellins un peu plus fermes, ensuite les fromages passent dans un hâloir pour la phase d'affinage. Ils commencent à devenir « bleus » au bout d'une semaine et à jaunir au bout de trois semaines. Les fromages ont alors un peu plus de flore en surface et ils sont plus affinés à cœur et crémeux. Les fromages peuvent alors être emballés et commercialisés.

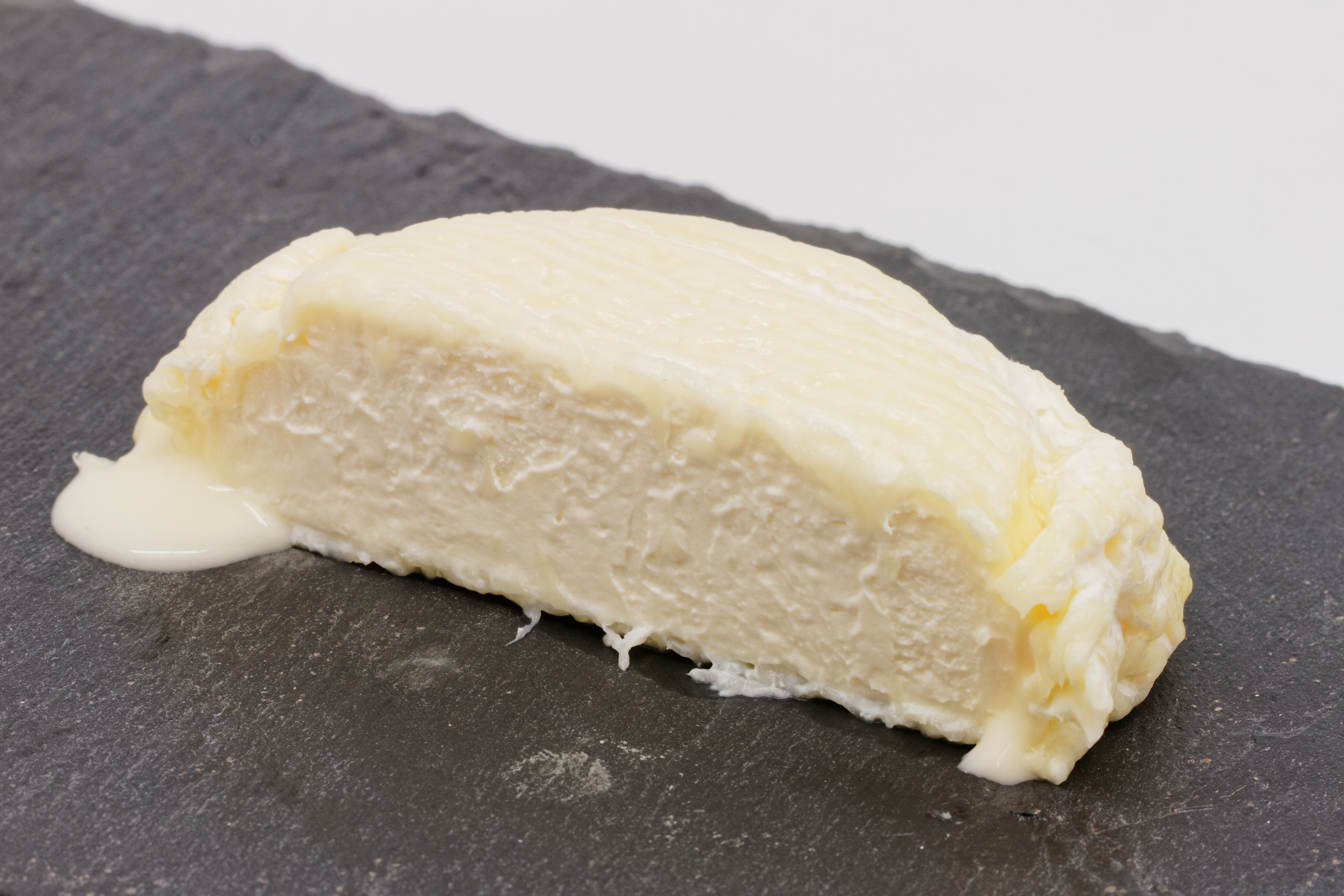
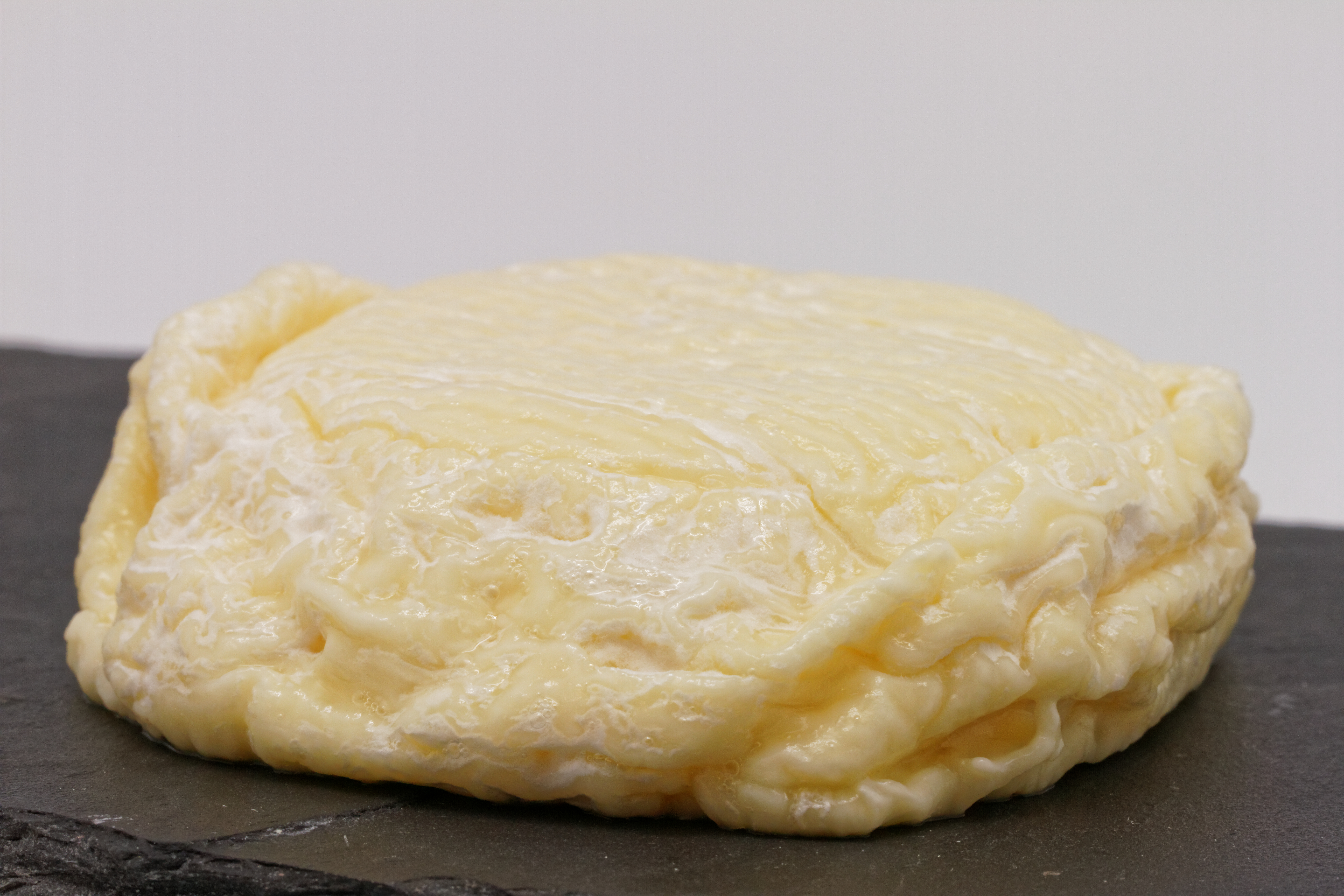
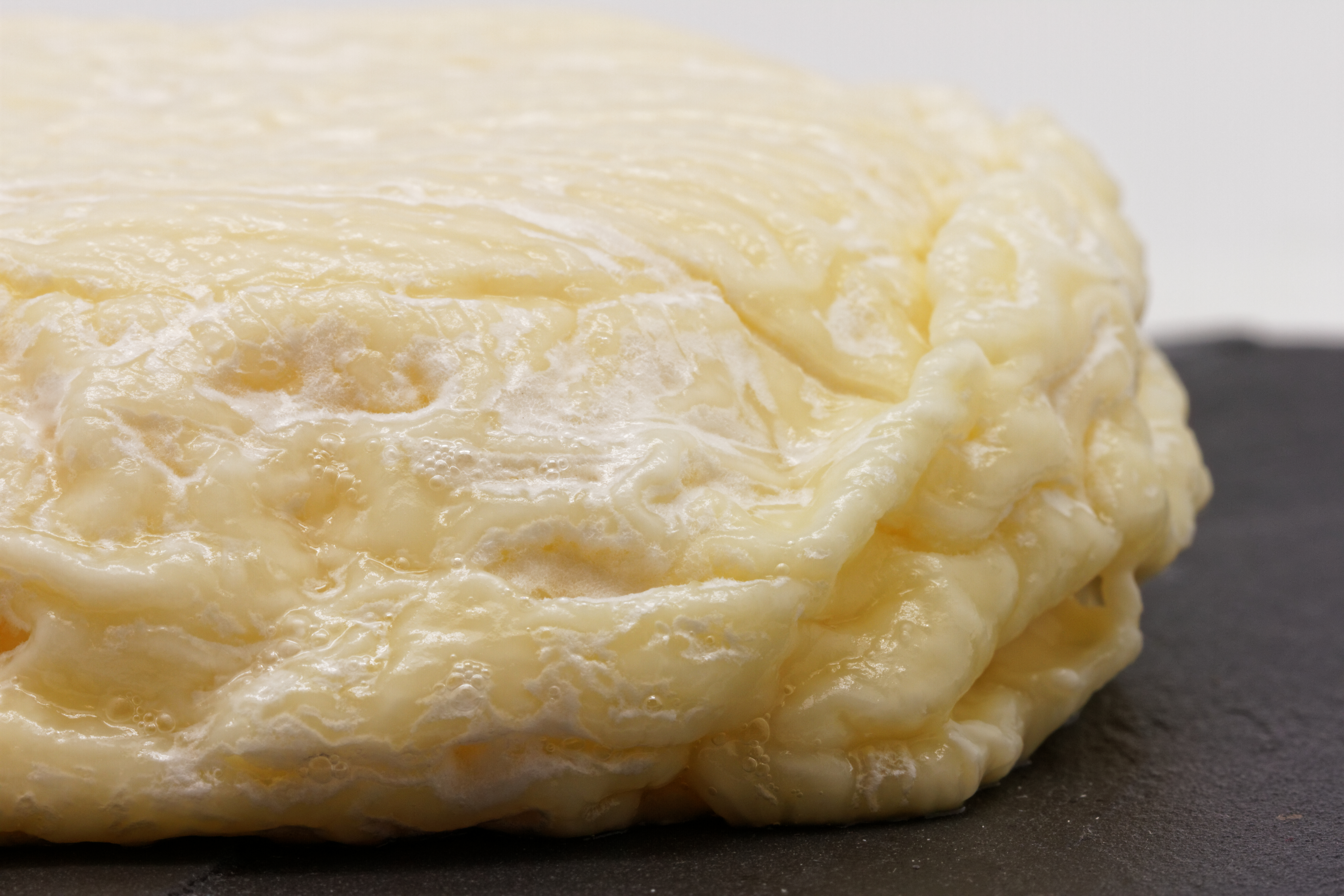

## Variétés
- Le romans est un fromage au lait de vache, à pâte molle à croûte fleurie fabriqué dans le Dauphiné autour de Romans-sur-Isère. C'est un saint-marcellin, en plus gros (9 cm de diamètre et 4 cm de haut). Il est parfois appelé « gros romans ».
- Le saint-félicien, proche du Saint-Marcellin.

## Festivité
La Fête du saint-marcellin est une festivité annuelle dédiée aux fromages IGP synonyme[Quoi ?] dans la ville de Saint-Marcellin située dans le département de l'Isère.